# UC-38号潜艇
陛下之UC-38号艇是德意志帝国海军于第一次世界大战期间建造的其中一艘UC-II型近岸布雷潜艇或称U艇。它由汉堡的布洛姆与福斯船厂承建，于1916年6月25日新船下水，至同年10月26日交付使用。其全长50.35米，水面及水下排水量分别为427吨和509吨，艇载武器则包括三具鱼雷发射管、六具水雷滑射槽以及一门88毫米口径甲板炮。UC-38号入役后曾被部署至地中海的普拉区舰队，并参与了地中海潜艇战。通过其九次巡逻，共直接或间接击沉43艘协约国或中立国舰船，累计总吨位达62308吨。1917年12月14日，UC-38号在凯法利尼亚岛附近袭击法国防护巡洋舰沙托雷诺号时，被对方的护航舰艇投掷深水炸弹击沉，造成艇内9名官兵阵亡、19人获救。

## 设计
1915年秋天，由于中立国美国的干预，U艇战几乎陷入停顿，导致德国广泛开展《国际法》所允许的水雷战，从而使布雷潜艇的需求量相应增加。德意志帝国海军潜艇监察局（Inspektion des U-Bootwesens）的开发部门留意到了这一点，遂以UB-II型为基础，按照兼顾布雷效率和生产速度的要求，以41号工程的名义设计了UC-II型潜艇。为了弥补前型UC-I型的缺陷，UC-II型艇不仅更大，而且采用双轴推进系统。然而，与前型最主要的区别在于，UC-II型艇重新运用了双壳体结构。但它并非纯粹的双体潜艇，而是一种中间过渡型；因为外层没有封闭耐压壳体，而是作为鞍形水柜附在上方。
UC-38号是UC-II型方案的第二批次产品。其技术参数与前一批次大致相同，但体积稍大，全长为50.35米，并有3.65米的吃水深度；由于不再考虑铁路运输的装载限界，舷宽也有5.22米。其水上和水下排水量分别为427吨和509吨。艇只采用两台猛狮六缸四冲程600匹公制馬力（440千瓦特）柴油机用于水面运行，以及两台460匹公制馬力（340千瓦特）的BBC电动发电机用于水下航行；水面最高航速11.6節（21.5每小時），水下6.8節（12.6每小時）；能够在水面以7節（13每小時）航速续航10,180海里（18,850），或以4節（7.4每小時）连续在水下航行54海里（100）而无需充电。其潜没需时约为35秒，能够在50米的深度下运作。
作为布雷潜艇，UC-38号改将六具布雷滑射槽安装在艇体前部，每具储存井内的水雷数量为3枚，即合共18枚UC200型水雷。布雷时只需将存储井底部的盖板打开，水雷便可凭借自身重量滑入水中。随着滑射槽长度增加，艇体艏楼的上层建筑被抬高，上层建筑与司令塔之间的凹陷处布置了一门88毫米30倍径速射炮作为甲板炮。但由于位置相对较低，火炮甲板在恶劣海况下很容易被涌浪淹没。此外，UC-38号还装备有三具500毫米鱼雷发射管，这极大提升了潜艇的攻击能力。其中艇艏两具外置在两侧、艇艉一具则为内置式，并可搭载合共7枚G6型鱼雷。其标准船员编制为3名军官及23名水兵。

## 历史
1915年11月20日，在海军元帅阿尔弗雷德·冯·提尔皮茨的倡议下，国家海军办公室分别向三家德国造船厂合共增订15艘UC-II型潜艇。UC-38号因此成为汉堡布洛姆与福斯船厂承建的第二批次（UC-34至UC-39号）的五号艇，建造编号为279。它于1916年6月25日新船下水，至同年10月26日在曾执掌UC-15和UB-14号的艇长、海军中尉阿布雷希特·冯·德维茨的指挥下交付使用，随即展开海试。在德维茨之后，阿尔弗雷德·克拉特中尉和汉斯·赫尔曼·温德兰特中尉也曾担任该艇指挥官。完成海试后，UC-38号从基尔启程前往地中海，至1917年1月23日抵达奥匈帝国军港普拉，并加入驻当地的普拉区舰队（后改称地中海区舰队）。

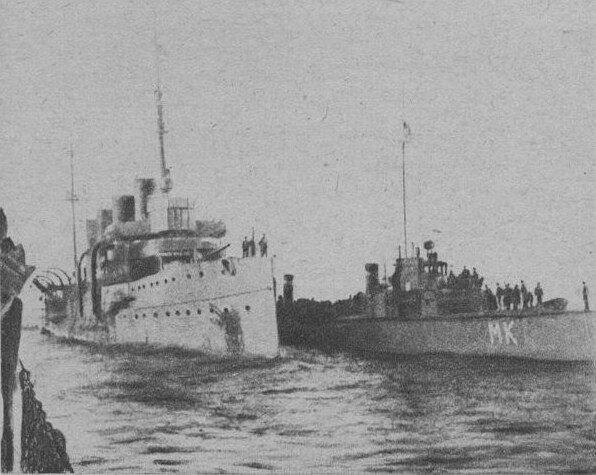
正对沙托雷诺号防护巡洋舰（左）施救的马穆鲁克号驱逐舰 (1909年)（右）。UC-38号击沉了前者，却遭后者击沉

在地中海服役期间，UC-38号参与了地中海潜艇战，足迹遍布塔兰托湾、斯特里蒙湾、帕特雷湾以及第勒尼安海。通过其九次布雷及破交战巡逻，UC-38号合共击沉协约国或中立国的36艘商船、3艘军舰以及4艘辅助军舰，累计总吨位达62308吨。其中，体积最大的受害者是排水量为8018吨的法国防护巡洋舰沙托雷诺号，它于1917年12月13日搭载着一支985人的部队从塔兰托前往萨洛尼卡，参与协约国对希腊的干预，却在翌日驶入科林斯湾后遭UC-38号发射两枚鱼雷击沉。因发现疟疾病媒而成为英国首位诺贝尔奖得主的罗纳德·罗斯爵士当时也在沙托雷诺号舰上，他在回忆录中讲述了沉船的过程，指出该舰沉得很慢，船员们被护航驱逐舰以及附近的漂网船接走。仅有的伤亡是鱼雷爆炸本身造成的少数轮机舱人员。而UC-38号在击沉对方的同时也直接造成了自己的覆灭。

### 沉没
1917年12月14日清晨，在温德兰特中尉的指挥下，UC-38号在凯法利尼亚岛以北海面（38°15′N 20°22′E / 38.250°N 20.367°E）遇到了一支由沙托雷诺号及其护航驱逐舰马穆鲁克号、鲁昂号和国土佣仆号组成的法国船队，当时沙托雷诺号正充当运兵船使用。潜艇遂向巡洋舰发射了一枚鱼雷，于06:47命中对方舰舯。UC-38号随即潜入38米的深度，而马穆鲁克号和鲁昂号冲向鱼雷的发射位置，国土佣仆号则开始救起因爆炸而被抛向海里的人。沙托雷诺号要求它的护航舰驶近并疏散人员，这一行动于07:26完成。武装漂网船凤仙花号（Balsamine）赶来营救，并试图拖走沙托雷诺号。
另一边厢，UC-38号通过潜望镜发现法国巡洋舰仍然漂浮，遂发射了第二枚鱼雷，于08:20命中；沙托雷诺号迅速沉没，但舰上所有幸存者都被救出。国土佣仆号在接回其舰载艇的过程中冲到鱼雷发射地点，并投下7枚深水炸弹。其中一枚导致潜艇轻微渗漏；艇长温德兰特下令下潜，让他的潜艇低于炸弹瞄准的区域，但错误的机动却让UC-38号爬升，第二次爆炸导致严重泄漏，迫使温德兰特冲出水面并弃艇而逃。短暂露面的UC-38号立即成为马穆鲁克号的火炮目标，它继续投掷数枚深水炸弹进行攻击。当UC-38号再次浮出水面时，马穆鲁克号和国土佣仆号火力全开，取得多次命中，并在他们逃离时射杀了9名船员。潜艇于08:40沉没，法国驱逐舰则救起了其19名幸存者，并将他们送至帕特雷。

## 袭击历史摘要
| 日期           | 船名                 | 船籍           | 吨位 | 结局 |
| -------------- | -------------------- | -------------- | ---- | ---- |
| 1917年2月16日  | 拉厄耳忒斯号         | 希腊           | 3914 | 击沉 |
| 1917年2月19日  | 昆托号               | 義大利王國     | 1796 | 击沉 |
| 1917年2月20日  | 多拉沃雷号           | 挪威           | 2760 | 击沉 |
| 1917年2月22日  | 阿德利娜号           | 義大利王國     | 528  | 击沉 |
| 1917年2月22日  | 阿佩号               | 義大利王國     | 301  | 击沉 |
| 1917年2月22日  | 乔瓦尼·P号           | 義大利王國     | 105  | 击沉 |
| 1917年2月22日  | 米凯里诺号           | 義大利王國     | 20   | 击沉 |
| 1917年2月22日  | 圣弥额尔号           | 義大利王國     | 583  | 击沉 |
| 1917年2月22日  | 温琴济诺号           | 義大利王國     | 20   | 击沉 |
| 1917年2月24日  | 阿宾娜号             | 義大利王國     | 187  | 击沉 |
| 1917年2月27日  | 埃琳娜·M号           | 義大利王國     | 125  | 击沉 |
| 1917年2月27日  | S·西罗·帕尔梅里诺号  | 義大利王國     | 113  | 击沉 |
| 1917年3月24日  | 埃马努埃拉号         | 義大利王國     | 16   | 击沉 |
| 1917年3月31日  | 布罗德内斯号         | 英国           | 5736 | 击沉 |
| 1917年4月1日   | 沃伦号               | 英国           | 3709 | 击沉 |
| 1917年4月2日   | 菲利库迪号           | 意大利皇家海军 | 257  | 击沉 |
| 1917年4月3日   | 安农齐亚塔·A号       | 義大利王國     | 206  | 击沉 |
| 1917年4月3日   | 卡特琳娜·R号         | 義大利王國     | 214  | 击沉 |
| 1917年4月3日   | 多梅尼科号           | 義大利王國     | 260  | 击沉 |
| 1917年4月3日   | 波托萨尔沃的新圣母号 | 義大利王國     | 48   | 击沉 |
| 1917年4月12日  | 维佐峰号             | 義大利王國     | 4020 | 击伤 |
| 1917年6月13日  | 圣安德鲁斯号         | 英国           | 3613 | 击沉 |
| 1917年6月15日  | 埃尔瓦斯顿号         | 英国           | 4130 | 击伤 |
| 1917年6月15日  | 帕夏号               | 英国           | 5930 | 击沉 |
| 1917年6月15日  | 圣路易五世号         | 法國           | 5202 | 击伤 |
| 1917年7月12日  | 格雷丝号             | 美国           | 1861 | 击沉 |
| 1917年7月15日  | L·B·S·1011号         | 希腊           | 20   | 击沉 |
| 1917年7月15日  | L·B·S·29号           | 希腊           | 10   | 击沉 |
| 1917年7月15日  | 知更鸟号             | 英國皇家海軍   | 1313 | 击沉 |
| 1917年7月16日  | 弗菲尔德号           | 英国           | 4029 | 击沉 |
| 1917年7月16日  | 不明身份帆船         | 希腊           | 20   | 击沉 |
| 1917年7月17日  | 纽马克特号           | 英國皇家海軍   | 833  | 击沉 |
| 1917年7月18日  | K-507号              | 希腊           | 40   | 击沉 |
| 1917年8月28日  | 帕斯夸利诺·卡梅拉号  | 義大利王國     | 61   | 击沉 |
| 1917年8月28日  | 斯库拉号             | 義大利王國     | 397  | 击沉 |
| 1917年8月29日  | 沃罗温号             | 英国           | 5714 | 击沉 |
| 1917年9月22日  | 加里法格利亚号       | 希腊           | 430  | 击沉 |
| 1917年9月23日  | 圣尼古劳斯号         | 希腊           | 119  | 击沉 |
| 1917年11月3日  | 涅斐勒号             | 希腊           | 3868 | 击沉 |
| 1917年11月7日  | 维勒梅尔号           | 美国           | 3627 | 击沉 |
| 1917年11月11日 | M15号                | 英國皇家海軍   | 540  | 击沉 |
| 1917年11月11日 | 斯汤奇号             | 英國皇家海軍   | 750  | 击沉 |
| 1917年11月14日 | 帕诺米蒂斯号         | 希腊           | 20   | 击沉 |
| 1917年11月14日 | 帕纳贾号             | 希腊           | 14   | 击沉 |
| 1917年12月6日  | 晚香玉号             | 法国海军       | 183  | 击沉 |
| 1917年12月14日 | 沙托雷诺号           | 法国海军       | 8018 | 击沉 |

## 脚注
1. 1 2 3 4  Helgason, Guðmundur. . German and Austrian U-boats of World War I - Kaiserliche Marine - Uboat.net.   [2009-02-23].
2. ↑  Tarrant，第173頁.
3. 1 2 3  Gröner 1991，第31-32頁.
4. 1 2  Helgason, Guðmundur. . German and Austrian U-boats of World War I - Kaiserliche Marine - Uboat.net.   [2015-02-23].
5. ↑  Helgason, Guðmundur. . German and Austrian U-boats of World War I - Kaiserliche Marine - Uboat.net.   [2015-02-23].
6. ↑  Helgason, Guðmundur. . German and Austrian U-boats of World War I - Kaiserliche Marine - Uboat.net.   [2015-02-23].
7. ↑  陈进，第48頁.
8. ↑  陈进，第46頁.
9. 1 2  NARS，第127頁.
10. 1 2  Helgason, Guðmundur. . German and Austrian U-boats of World War I - Kaiserliche Marine - Uboat.net.   [2015-02-23].
11. ↑  Helgason, Guðmundur. . German and Austrian U-boats of World War I - Kaiserliche Marine - Uboat.net.   [2022-09-05].
12. 1 2 3  Ross，第520–522頁.
13. 1 2  Smigielski，第194頁.
14. 1 2  Halpern，第399頁.